# Sinagoga Israelita do Recife
A Sinagoga Israelita do Recife é um templo judaico da cidade do Recife, Pernambuco, Brasil. Foi fundada em 20 de julho de 1926 por judeus asquenazitas oriundos principalmente da Europa Oriental. Está localizado no número 29 da rua Martins Júnior, bairro da Boa Vista.
A sinagoga foi inicialmente conhecida como Shil Sholem Ocnitzer, em homenagem a um de seus fundadores. (sholem Fainbaum )
Posteriormente, foi chamada de Synagoga Israelita da Boa Vista.  A denominação atual foi adotada em 1987.